# Supun
Supun is een bestuurslaag in het regentschap Timor Tengah Utara van de provincie Oost-Nusa Tenggara, Indonesië. Supun telt 1267 inwoners (volkstelling 2010).